# کرملین قازان
کرملین قازان (به روسی: Казанский Кремль); 
(به تاتاری: Казан кирмәне، Qazan kirmäne) بخش اصلی ارگ‌های تاریخی تاتارستان در شهر قازان است. این ارگ به دستور ایوان مخوف ساخته شد و از سال ۲۰۰۰ به عنوان یکی از میراث جهانی یونسکو شناخته می‌شود.

## نگارخانه

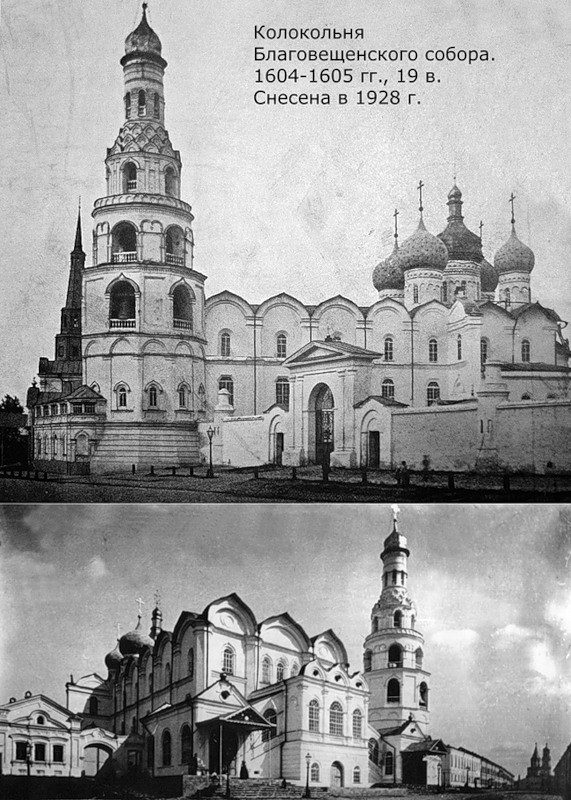
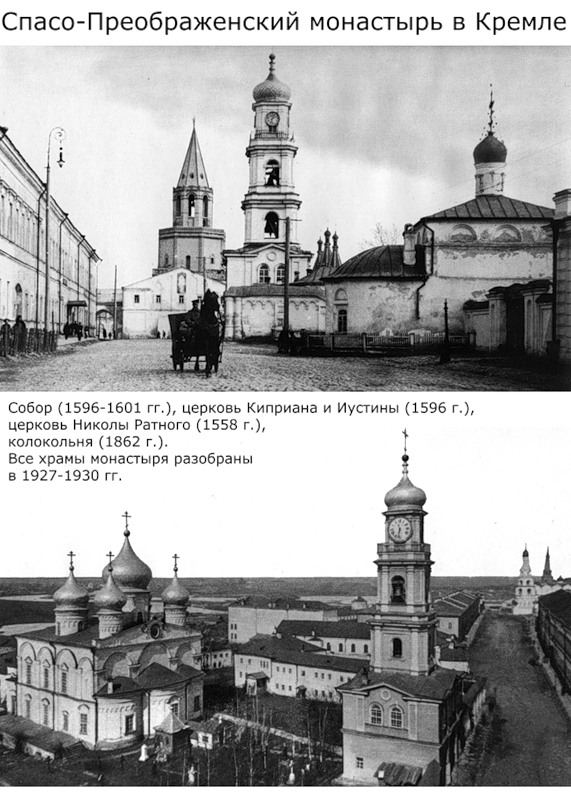
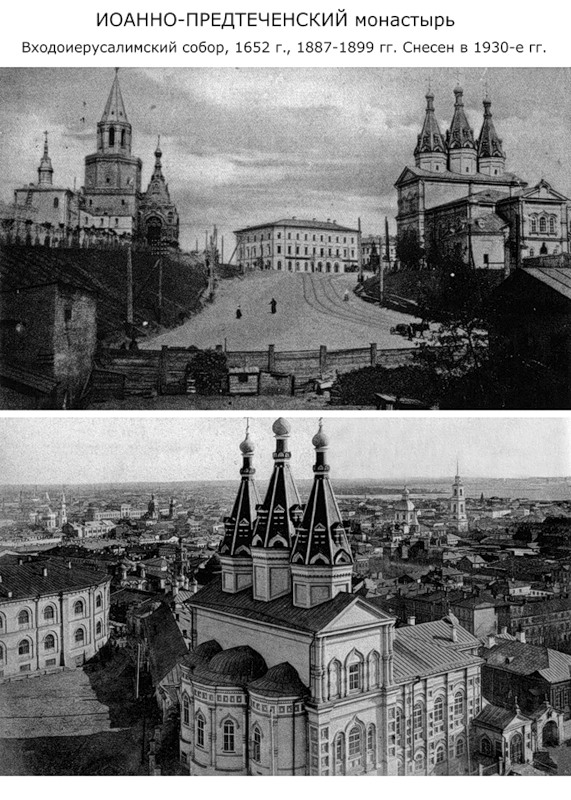
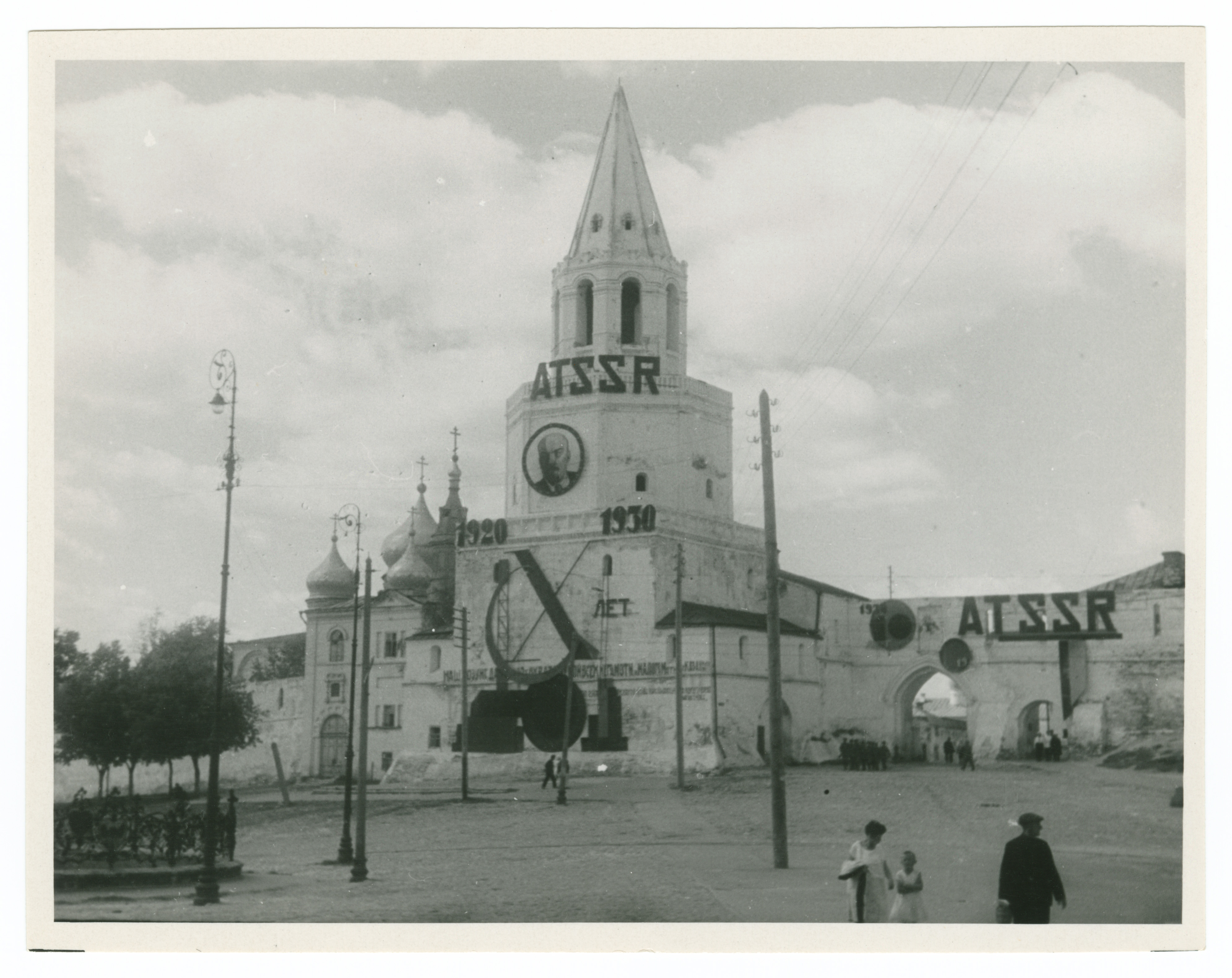